# Gestión del ciclo de vida de las aplicaciones
La gestión del ciclo de vida de las aplicaciones, GCV (abreviada en inglés ALM) es la gestión del ciclo de vida del producto (gobernanza, desarrollo y mantenimiento) de los programas informáticos. Abarca la gestión de requisitos, la arquitectura de software, la programación informática, las pruebas y el mantenimiento del software, la gestión de cambios, la integración continua, la gestión de proyectos y la gestión de versiones .  

## La GCV frente al ciclo de vida del desarrollo de software
La GCV es una perspectiva más amplia que el ciclo de vida de desarrollo de software que se limita a las etapas de desarrollo de software como requisitos, diseño, codificación, pruebas, configuración, gestión de proyectos y gestión de cambios. La GCV continúa después del desarrollo hasta que la aplicación deja de utilizarse, y puede abarcar varios  ciclos de desarrollo de sistemas, CDS .

## GCV integrada
Los procesos modernos de desarrollo de software no se limitan a los pasos discretos de GCV/CDS gestionados por equipos diferentes que utilizan herramientas múltiples desde ubicaciones diferentes. La colaboración al instante, el acceso al repositorio de datos centralizado, la visibilidad entre herramientas y proyectos y una mejor supervisión e información de los proyectos son la clave para desarrollar software de calidad en menos tiempo.
Esto ha dado lugar a la práctica de la gestión integrada del ciclo de vida de las aplicaciones, o GCV integrada, donde todas las herramientas y los usuarios de las herramientas se sincronizan entre sí durante las etapas de desarrollo de la aplicación. Esta integración garantiza que cada miembro del equipo sepa el quién, qué, cuándo y por qué de cualquier cambio realizado durante el proceso de desarrollo y que no haya sorpresas de último minuto que provoquen retrasos en la entrega o el fracaso del proyecto.
Los proveedores de gestión de aplicaciones actuales se centran más en las capacidades de gestión de API para la integración de las mejores herramientas de terceros, lo que garantiza que las organizaciones estén bien equipadas con un sistema de desarrollo de software interno que pueda integrarse fácilmente con cualquier herramienta de informática o GCV necesaria en un proyecto.
Un director de investigación de la firma de investigación Gartner propuso cambiar el término GCV a GCVD (Gestión del ciclo de vida del desarrollo de aplicaciones) para incluir DevOps, la cultura y la práctica de la ingeniería de software que tiene como objetivo unificar el desarrollo (Dev) y la operación (Ops) de software. 

## Paquetes de software GCV
Algunos paquetes de software especializados para GCV son:
| Nombre                                                                              | Publicado por      |
| ----------------------------------------------------------------------------------- | ------------------ |
| Azure DevOps para la gestión del ciclo de vida de las aplicaciones de Visual Studio | Microsoft          |
| Endevor                                                                             | Tecnologías CA     |
| Enterprise Architect                                                                | Sistemas Sparx     |
| GitLab                                                                              | GitLab             |
| Helix ALM                                                                           | Perforce           |
| IBM Engineering Lifecycle Management (ELM)                                          | IBM                |
| JIRA                                                                                | Atlassian          |
| Micro Focus Application Lifecycle Management                                        | Micro Focus        |
| Mylyn                                                                               | Eclipse Foundation |
| Parasoft DTP                                                                        | Parasoft           |
| Protecode System 4                                                                  | Protecode          |
| PTC Integrity                                                                       | PTC                |
| Pulse                                                                               | Genuitec           |
| Rocket Aldon                                                                        | Rocket Software    |
| SAP Solution Manager                                                                | SAP                |
| SpiraTeam                                                                           | Inflectra          |
| StarTeam                                                                            | Borland            |
| TeamForge                                                                           | CollabNet          |
| Tuleap                                                                              | Enalean            |
| Polarion                                                                            | Siemens            |